# Emil Herzog (Chronist)
Emil Wilhelm Herzog (* 25. Oktober 1809 in Zwickau; † 1. November 1883 ebenda) war ein deutscher Mediziner, Chronist seiner Geburts- und Heimatstadt sowie ein Jugendfreund Robert Schumanns.

## Familie

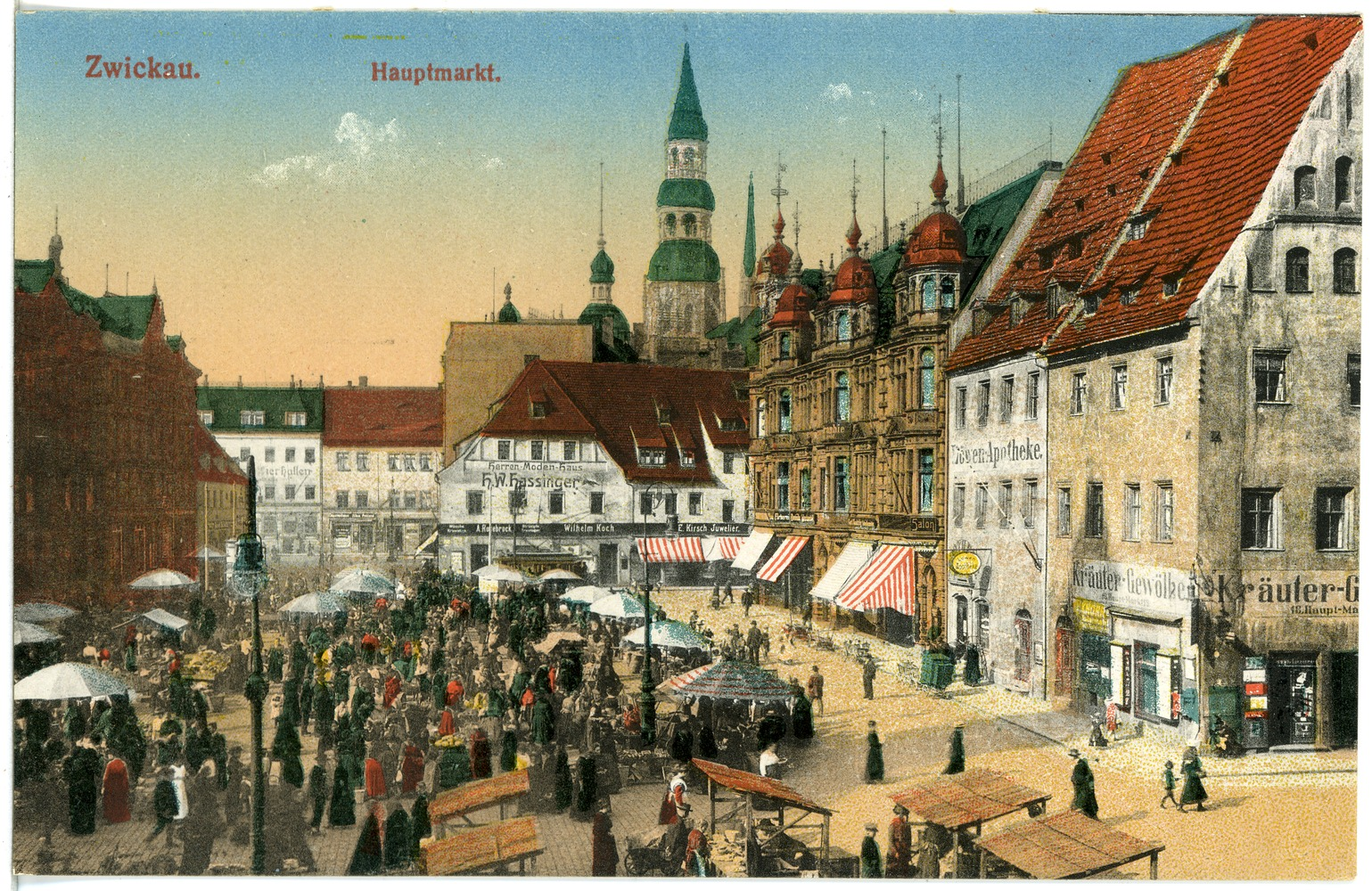
Die Postkarte von 1916 zeigt den Hauptmarkt: Rechts die ehemalige Stern-Apotheke als „Kräuter-Gewölbe“ und links davon die „Löwen-Apotheke“.

Emil Wilhelm Herzog war der Sohn des Apothekers Friedrich Wilhelm August Herzog († 1833) und dessen Frau Henriette geborene Richter. Der Vater hatte ab 1806 bis zu seinem Tod die Stern-Apotheke inne (heutige Adresse: Hauptmarkt 18 direkt an der Haltestelle Hauptmarkt), die danach als Lagerraum von der benachbarte Löwen-Apotheke genutzt wurde. Die Mutter war Tochter des Pfarrers Carl Heinrich Richter in Mülsen St. Micheln. Die Hochzeit fand am 23. April 1807 statt.
Emil Herzog hatte zwei Töchter: Ida (1858–1937), die 1886 einen Verlagsbuchhändler heiratete, und Emma, über die keine näheren Informationen überliefert sind. Daher muss es mindestens eine Mutter gegeben haben, vermutlich eine Ehefrau. Diese ist in den herangezogenen Quellen unsichtbar.

## Frühe Jahre mit Robert Schumann
Herzog besuchte von 1819 bis zunächst 1823 das Zwickauer Lyzeum. Nachdem er vier Jahre in der väterlichen Apotheke ausgeholfen hatte, ging er 1827/1828 erneut an dorthin. Dort lernte er Robert Schumann kennen, mit dem er noch im Jahr des Abschlusses der Schule zum Studium nach Leipzig ging. Schumann studierte Jura und Herzog Medizin. Schumann hielt ihn in seinem Notizbuch unter anderem neben Archdiakon Gotthilf Ferdinand Döhner und seinem Klavierlehrer Johann Gottfried Kuntsch als einen seiner ältesten Freunde fest und verfasste ein an ihn gerichtetes Stammbuchgedicht. Herzog leistete später auch kleine Zuarbeiten für den Schumann-Biografen Wilhelm Joseph von Wasielewski. 1832 wurde Herzog in Leipzig zum Dr. med. promoviert, hielt sich kurz in Berlin auf und kehrte dann in seine Geburtsstadt zurück.

## Chronist in Zwickau
Zurück in Zwickau war er ab 1832 zunächst praktischer Arzt. Neben seiner medizinischen Arbeit beschäftigte er sich mehr und mehr mit der Stadtgeschichte Zwickaus. 1839 gab er seine Tätigkeit als Arzt auf und stellte den ersten Teil seiner Zwickauer Stadtchronik fertig. Er arbeitete in Zwickauer Archiven und fertigte aus der Zeit des 12. bis 16. Jahrhunderts etwa 250 Abschriften von Urkunden an, die in das Stadtarchiv aufgenommen wurden und von denen er einige in seine Chronik aufnahm. Allerdings hat er auch Archivmaterial ausgesondert, das er nicht wichtig fand und das heute als verloren gilt. 1839 bis 1845 war er Stadtrat. 1845 erschien der zweite Teil seiner Stadtgeschichte Zwickaus in zwei Abteilungen. Die Chronik der Kreisstadt Zwickau wird bis heute als Quelle für stadtgeschichtliche Fakten genutzt. Der Historiker Uwe Schirmer betont die wissenschaftliche Güte der systematischen Stadtbeschreibung sowie das quellenkritische Herangehen und den Positivismus. Daniel Jakob bedauert, dass die Quellen „nicht immer bekannt“ sind und einige der Aussagen durch spätere Forschung korrigiert werden mussten. 1901 erschien eine von dem Lehrer Ernst Zeißig „für Schule und Haus“ bearbeitete Fassung Die kleine Chronik von Zwickau. 1999 erschien im Verlag von Hans Jürgen von Elterlein ein originalgetreuer Nachdruck von Herzogs Stadtchronik in zwei Bänden.
Nach Erscheinen der Stadtchronik widmete er sich speziellen stadthistorischen Themen und weiteren sächsischen Regionen. Er veröffentlichte über 200 Artikel in Büchern und Zeitschriften, unter anderem in den Mitteilungen des Freiberger Altertumsvereins und im Archiv für die Sächsische Geschichte. Seine Schriften als Ganzes werden zusammen mit denen von Eduard Flechsig als „Zeugnisse des gestiegenen Bewusstseins für die Regionalgeschichte“ eingeschätzt.
Herzog erhielt mehrere überregionale Auszeichnungen.

## Gedenken

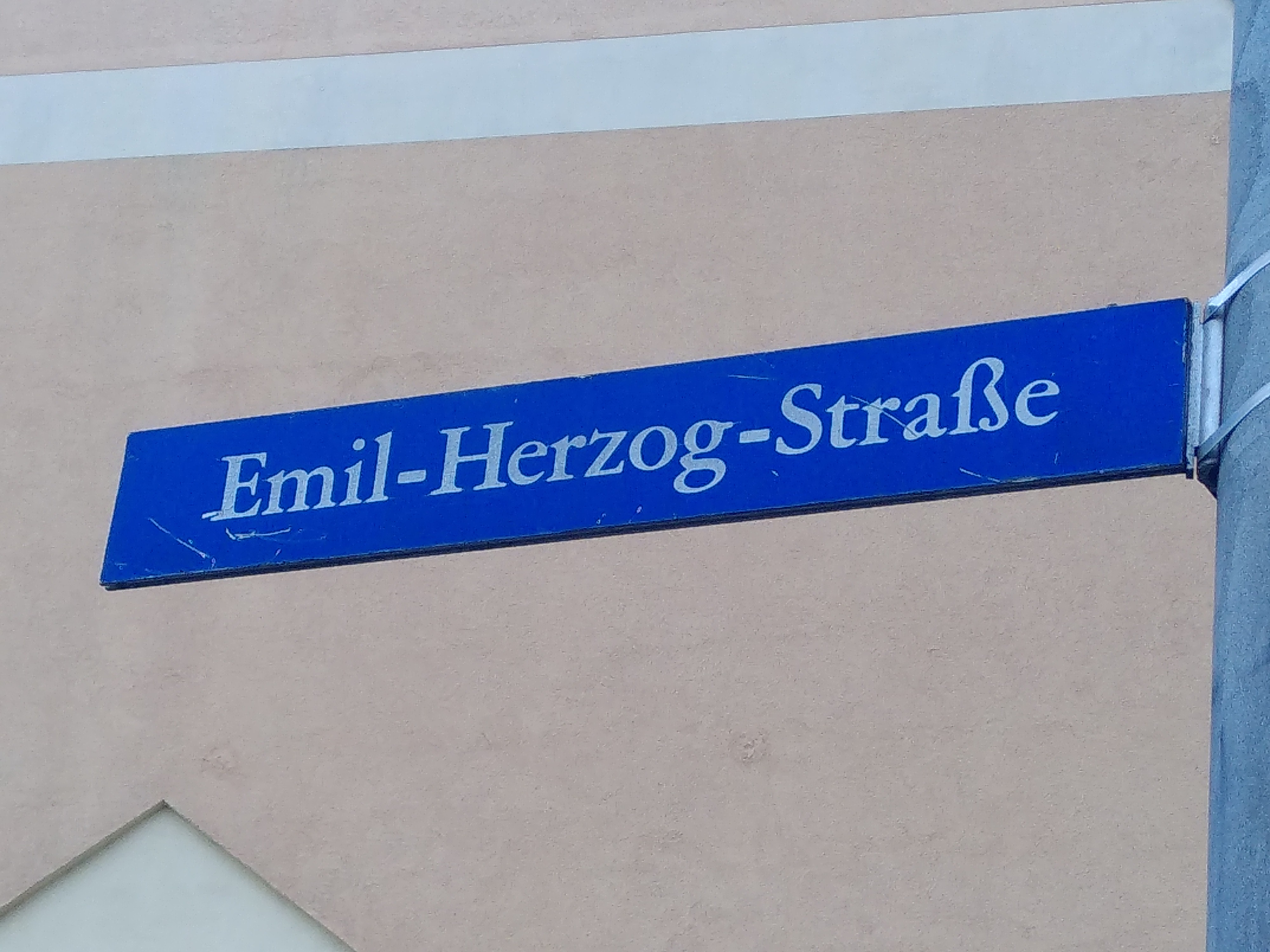
Straßenschild Emil-Herzog-Straße (2023)

Herzog wurde auf dem lokalen Hauptfriedhof beigesetzt. Im Zwickauer Stadtteil Marienthal wurde 1904 die Emil-Herzog-Straße nach ihm benannt (ab 1906 Herzogstraße, seit 1946 wieder Emil-Herzog-Straße). Die Sackgasse zweigt westlich der Olzmannstraße südlich von der Marienthaler Straße ab.

## Schriften
- Chronik der Kreisstadt Zwickau. Mit lithographirten Ansichten und Plänen.
  - 1. Teil: Topographie und Statistik. Zückler, Zwickau 1839 (Digitalisat). Reprint: Von Elterlein, Stuttgart 1999, DNB 960911456.
  - 2. Teil: Jahresgeschichte. Zückler, Zwickau 1845 (Digitalisat). Reprint: Von Elterlein, Stuttgart 1999, DNB 960911588.
- Geschichte des Zwickauer Steinkohlenbaues. Ein Beitrag zur Geschichte der sächsischen Industrie. Adler und Dietze, Dresden 1852 (Digitalisat).
- Die große Wasserfluth in Zwickau und Umgegend am 31. Juli 1858 und folgenden Tagen. Mit einer kurzen Chronik der früheren Mulden-Hochfluthen. Zückler, Zwickau 1858.
- Geschichte der St. Moritzkirche zu Zwickau und ihres Kirchspiels. Richter’sche Buchhandlung, Zwickau 1866 (Digitalisat).
- Geschichte des Zwickauer Gymnasiums. Eine Gedenkschrift zur Einweihungsfeier des neuen Gymnasialgebäudes. Richter’sche Buchhandlung, Zwickau 1869 (Digitalisat).